# Fonte di San Fele

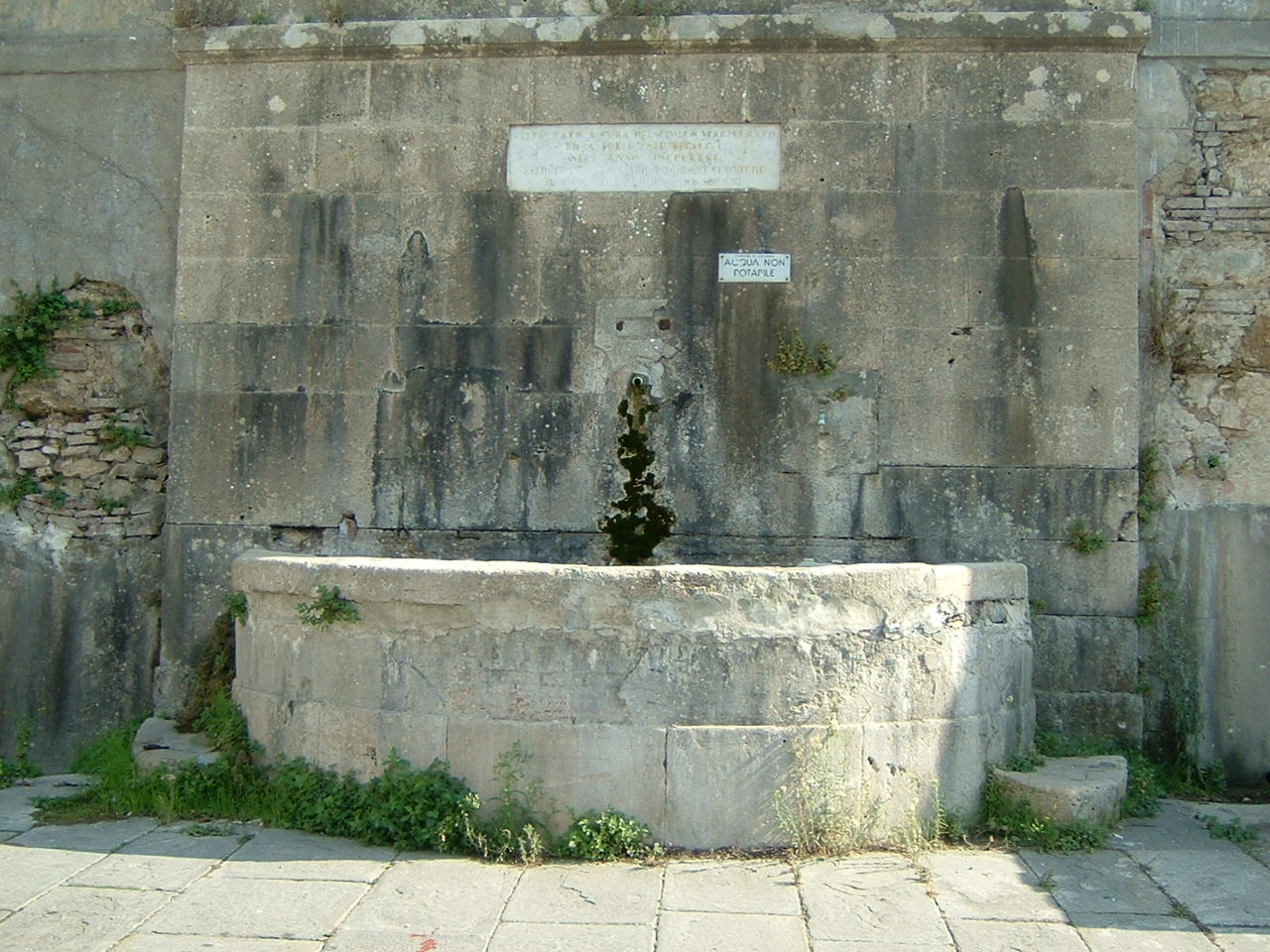
La fonte nel suo insieme

La Fonte di San Fele ubicata nel quartiere di Montenero a Livorno, prende il suo nome dalla vicina chiesa o Pieve di San Fele, un edificio religioso che potrebbe identificarsi con quello di Oliveto San Felice e Santo Stefano, menzionato il 6 maggio 1082 come appartenente al piviere di San Paolo di Ardenza.
È un complesso estremamente semplice caratterizzato da una vasca semicircolare addossata ad un fondale rivestito in pietra e da una piccola piletta laterale.

## Storia
La fonte (o più precisamente il complesso delle fonti, così come era anticamente) ha origini remote delle quali non vi è più traccia; la presenza è testimoniata con certezza in una planimetria del 1692, conservata nel fondo Spedali Riuniti dell'Archivio di Stato di Livorno, dove si rileva molto chiaramente la presenza della chiesa, delle fonti e della vicina conserva d'acqua.
Interessante il sistema di alimentazione, completamente ricostruito ad inizio Ottocento, che prevede una trincea di intercettazione delle acque superficiali posta tresversalmente rispetto al fianco della collina, un canale di convogliamento ed un gruppo di decantazione/sfioramento a tre vasche. Al fine di garantire una certa regolarità del flusso idrico, sul retro del paramento in pietra, è presente una vasca di accumulo alimentata dallo stesso gruppo di decantazione/sfioramento.
L'importanza del manufatto è più legata alle tradizioni popolari che non al pregio architettonico.
La Fonte è stata infatti oggetto, per secoli, delle soste delle tradizionali traslazioni dell'effigie della Madonna di Montenero.
La più antica traslazione nella quale sia stata accertata la sosta presso S. Fele è databile al 1774 e precisamente il giorno 8 settembre, con cambio, in prossimità della Fonte, della Confraternita del SS. Sacramento, con quella di Santa Giulia.

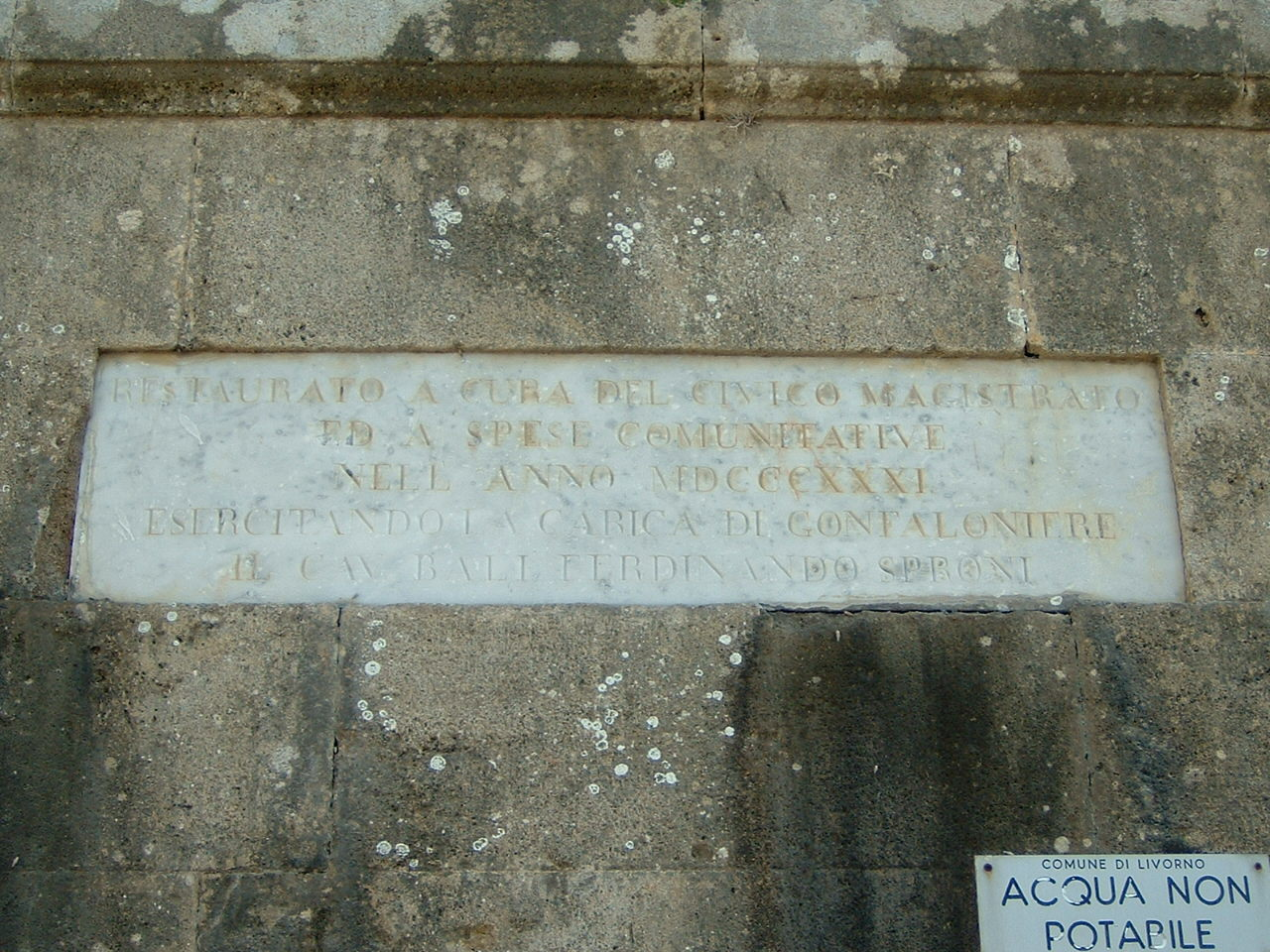
Particolare della targa marmorea

Con l'istituzione dell'Abbazia di Montenero da parte del Granduca Ferdinando III di Toscana (21 ottobre 1791), la zona, sino a quel momento urbanisticamente poco sviluppata, iniziò a trasformarsi profondamente per la sempre più massiccia presenza di abitanti.
Alla fine del XIX secolo, infatti, la parrocchia di Montenero aveva già una popolazione di circa 3500 anime.
L'accrescimento rapido della popolazione creo gravi problemi di carenza idrica, non tanto per l'uso potabile, quanto per l'alimentazione dei numerosi lavatoi presenti nella zona.
Giovanni Cavalletti, uno dei rappresentanti delle famiglie storiche monteneresi, il 26 agosto del 1831 "fa calda preghiera al Gonfaloniere affinché il lavatoio di Montenero sia collegato con un acquedotto alla fonte pubblica" al fine di agevolare il lavoro delle lavandaie, una delle maggiori attività della zona.
Per ordine del Gonfaloriene Federico Sproni, nel 1831 la Fonte di S. Fele fu restaurata a spese comunitative, come testimonia una lapide ancor oggi presente nel paramento centrale in pietra del manufatto.
Un nuovo intervento di restauro, per iniziativa dell'Associazione Amici di Montenero "La Frassineta" e ANCE Livorno, è iniziato nel mese di Novembre 2008.